# Bernhard Trittelvitz

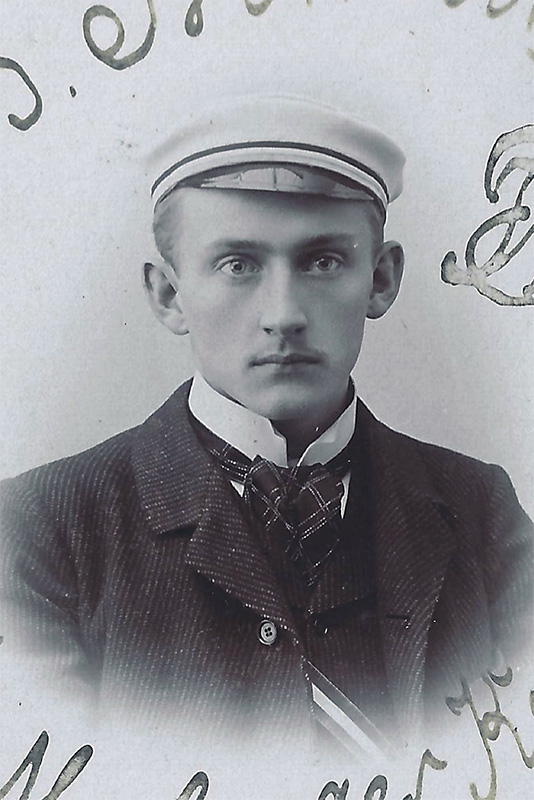
Bernhard Trittelvitz als Student in Marburg

Bernhard Trittelvitz (* 22. Juli 1878 in Wusterbarth; † 17. Januar 1969 in Elversberg) war ein deutscher Arzt und Schriftsteller. Er schrieb überwiegend pommersche Heimatgeschichten in niederdeutscher Sprache.

## Leben
Trittelvitz wurde 1878 als Sohn eines Pastors in Wusterbarth im Kreis Belgard in Pommern geboren. 1882 wurde sein Vater nach Rappin auf Rügen versetzt, und die Familie zog um. Als Junge besuchte er zunächst die Dorfschule in Rappin und erhielt daneben Privatunterricht bei seinem Vater, bis er 1892 auf das Pädagogium Putbus kam. Dort machte er 1899 sein Abitur. Anschließend studierte er Medizin an den Universitäten Tübingen, Kiel und Marburg. Er wurde Mitglied des Tübinger, Kieler und Marburger Wingolfs. 1904 wurde er in Kiel zum Dr. med. promoviert. Danach praktizierte er als Arzt zunächst auf Rügen und von 1907 bis 1934 als Knappschaftsarzt in Elversberg im späteren Saarland. 1908 erhielt er den Titel eines Sanitätsrates. Er lebte in Elversberg, wo er 1969 starb.
Vor 1945 schrieb er Beiträge für die Zeitschrift Mutiges Christentum und veröffentlichte die Bücher Meine Patienten, die Saarkumpels und ich (1934) und – über die Lage der Alkoholiker – Die unsichtbare Wunde (1941).
Nach 1945, also in höherem Alter, wurde er ein produktiver Schriftsteller von Gedichten und Erzählungen über seine pommersche Heimat, überwiegend in niederdeutscher Sprache. Werke von ihm erschienen sowohl in Westdeutschland als auch – bei der Evangelischen Verlagsanstalt Berlin – in der DDR. Seine Bücher werden bis in die Gegenwart neu aufgelegt. Sein literarischer Nachlass kam im Jahre 2014 an das Landeskirchliche Archiv Greifswald.

## Werke (Auswahl)
- Meine Patienten, die Kumpels und ich. 1934. (Neuauflage: Conte-Verlag, Saarbrücken 2007, ISBN 978-3-936950-66-3)
- Die unsichtbare Wunde. 1941.
- Fiete un sien Bull. 1950.
- To lütt für de Lew. 1953.
- So sind wir Pommern. Martin Weichert Verlag, Hamburg 1955. (Neuauflage: Panzig'sche Buchdruckerei, Greifswald 1997)
- De kolle Madam. 1959.
- Dat letzte Wuurt hett ümmer noch de Meister. Furche Verlag, Hamburg 1967.

## Ehrungen
- 1964 wurde ihm der Pommersche Kulturpreis verliehen
- Die Doktor-Trittelvitz-Straße in Elversberg wurde 1974 nach ihm benannt.